# Оленовка (Волновахский район)
Оле́новка (укр. Оленівка, до 1978 года — Еле́новка) — посёлок в Волновахском районе Донецкой области Украины. Находится под российской оккупацией.

## География
К западу от посёлка проходила линия разграничения сил в Донбассе (см. Второе минское соглашение) до 24 февраля 2022 года. В Оленовке находился единственный контрольно-пропускной пункт (КПП), через который с территории, подконтрольной Украине, можно было попасть в самопровозглашённую Донецкую Народную Республику.

#### Соседние населённые пункты по сторонам света
СЗ: Александровка
З: Славное
ЮЗ: Тарамчук, Берёзовое
Ю: Ясное, город Докучаевск
С: Сигнальное (примыкает), Кременец, Луганское
СВ: Новониколаевка, Доля
В: Молодёжное, Малиновое, Петровское, Любовка, Червоное, Андреевка
ЮВ: Коммунаровка

## История

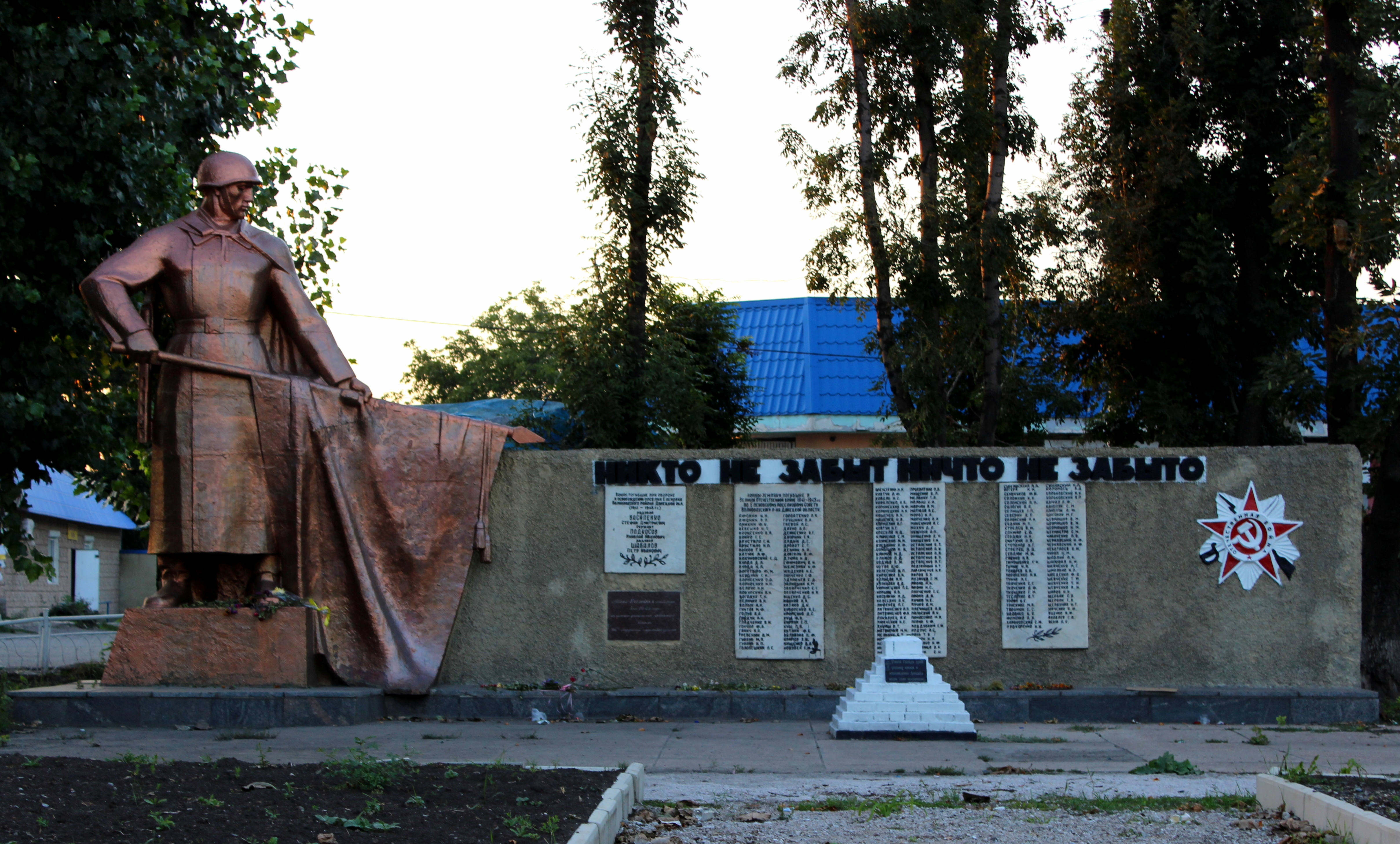
Памятник погибшим в ВОВ

Президиум Верховного Совета Украинской ССР Указом, от 23 мая 1978 года, постановил в целях установления единого написания на русском языке населённых пунктов уточнить наименования посёлка городского типа Еленовка и впредь именовать его — Оленовка.
Постановлением Государственного комитета обороны Донецкой народной республики N48 от 12 мая 2022 года посёлок городского типа Оленовка переименован в посёлок городского типа Еленовка.

### Российско-украинская война

#### Война на востоке Украины
Во время войны на востоке Украины утром 24 августа 2014 года формирования непризнанной ДНР после артиллерийской подготовки с применением систем залпового огня при поддержке 5 танков провели неудачное наступление на посёлок из Донецка. Нападающие потеряли три танка, один из которых украинские войска взяли в качестве трофея.

#### Вторжение России на Украину
29 июля 2022 года в ходе вторжения России на Украину колония в Оленовке, где находились украинские военнопленные полка Национальной гвардии «Азов», была разрушена. Погибло более 50 человек, более 130 человек получили ранения. Россия и Украина обвинили в гибели военнопленных друг друга. Обстоятельства гибели украинских военнопленных остаются невыясненными. Эксперты по оружию сходятся в том, что нет никаких доказательств удара по зданию снаружи, с использованием ракет или чего-либо другого. Видеозаписи указывают на зажигательное устройство, подорванное внутри помещения. Все эксперты уверены в намеренном убийстве пленных силами РФ.

## Население
Динамика численности жителей посёлка во второй половине XX века:
- В 1959 году — 6,7 тыс. чел.
- В 1970 году — 5,9 тыс. чел.
- В 1979 — 5,3 тыс. чел.
- В 1989 — 5,2 тыс. чел.
- В 1992 — 5,3 тыс. чел.
- В 1999 — 4,7 тыс. чел.
- В 2001 году — 4893 чел.

## Религия

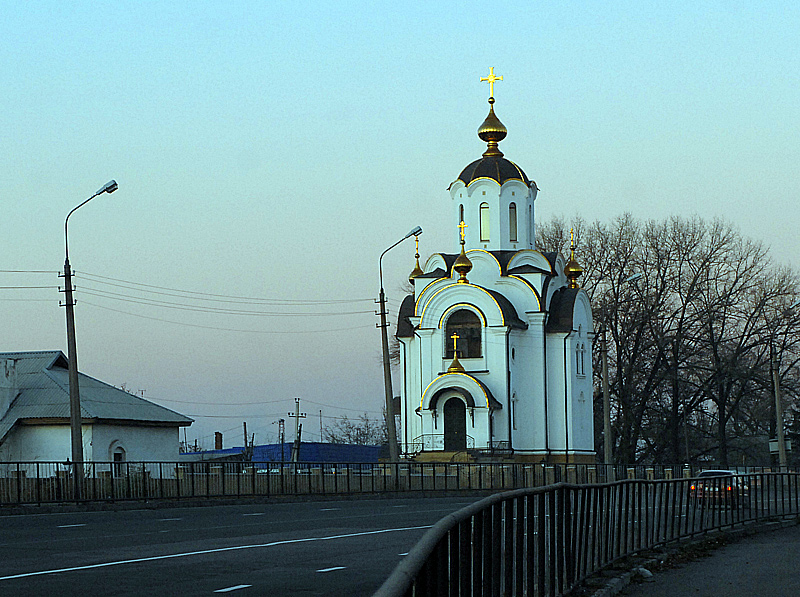
Церковь в честь святых Константина и Елены УПЦ МП

Церковь в честь святых Константина и Елены РПЦ (УПЦ МП).

## Известные люди
Родились в Оленовке:
- Григорий Бойко (1923—1978) — советский украинский писатель, поэт и переводчик, член Союза писателей СССР.

## Экономика
Значительный центр агропромышленного комплекса. Комбинат хлебопродуктов (мукомольное, хлебопекарское, макаронное, кондитерское производство). «Спецсельхозмонтаж». Железнодорожное депо. Бывший колхоз имени Ильича.

## Поселковый совет
Посëлковому совету подчинены сельские населённые пункты:
- Малиновое,
- Молодёжное,
- Новониколаевка,
- Петровское.